# 1992 VD
1992 VD är en asteroid i huvudbältet som upptäcktes den 2 november 1992 av den japanska astronomen Nobuhiro Kawasato i Uenohara.
Asteroiden har en diameter på ungefär 6 kilometer.